# Kawanishi K6K
Il Kawanishi K6K, indicato anche Idrovolante sperimentale da addestramento avanzato per la Marina 11-Shi (１１試水上中間練習機?) in base alle convenzioni di designazione allora vigenti, fu un idrovolante a scarponi da addestramento, biposto, monomotore e biplano, sviluppato dall'azienda aeronautica giapponese Kawanishi Kōkūki KK nei tardi anni trenta e rimasto allo stadio di prototipo.
Destinato alla formazione dei piloti della Dai-Nippon Teikoku Kaigun Kōkū Hombu, la componente aerea della Marina imperiale giapponese, prima affiancando e poi rilevando progressivamente i precedenti Yokosuka K1Y e K2Y, rimase in servizio come principale addestratore basico fino ai primi anni quaranta, durante la guerra del Pacifico.

## Storia del progetto
Nel corso degli anni trenta, le autorità della Marina Imperiale ritennero necessario richiedere la fornitura di un nuovo modello di idrovolante da addestramento intermedio da equipaggiare, come da specifiche, con il motore Nakajima Kotobuki, un 9 cilindri radiale raffreddato ad aria. A questo scopo vennero contattate due aziende nazionali, la Kawanishi Kōkūki e la Watanabe Tekkōsho, sottoscrivendo nel febbraio 1937 un contratto ed invitandole a presentare dei prototipi da avviare a prove comparative.
L'ufficio tecnico della Kawanishi elaborò un progetto basato in parte sullo Yokosuka K5Y, che l'azienda contribuì a sviluppare in una variante, riprogettata nel 1933, che ne risolvesse i problemi di stabilità in volo, e in parte sull'idrovolante da ricognizione Kawanishi E7K, in produzione in quel periodo. Il velivolo, identificato ufficialmente con la designazione "corta" K6K, si presentava come un aereo dall'impostazione convenzionale, un idrovolante a scarponi realizzato in struttura metallica ricoperta in tela trattata caratterizzato da una fusoliera biposto con abitacoli aperti, separati ed in tandem, destinati ad allievo pilota e istruttore.
Il primo prototipo venne portato in volo per la prima volta il 30 aprile 1938, quindi avviato alle prove ufficiali nel luglio successivo; i due esemplari successivi lo raggiunsero nell'ottobre 1938. Le prove misero in evidenza carenze in fase di ammaraggio, tali da indurre le autorità militari a respingere il modello e costringere la Kawanishi a rielaborare pesantemente il progetto originale nel tentativo di risolvere il problema. I lavori di sviluppo proseguirono fino a gennaio 1940 senza riuscire però a convincere le autorità della marina Imperiale, le quali non ritenendo idoneo nemmeno il progetto concorrente, il Watanabe K6W, decisero di annullare la richiesta mantenendo in servizio il precedente Yokosuka K5Y, protrattosi pertanto fino al termine della seconda guerra mondiale.

## Utilizzatori
Giappone
- Dai-Nippon Teikoku Kaigun Kōkū Hombu